# Futbolín
Futbolín (anomenada Metegol a Argentina; i Underdogs en anglès), és una pel·lícula hispanoargentina de animació en 3D de 2013 dirigida per Juan José Campanella. Està inspirada en el conte Memorias de un wing derecho, de l'escriptor argentí Roberto Fontanarrosa. Eduardo Sacheri, que va treballar amb el director en el guió d' El secreto de sus ojos, va estar a càrrec de l'adaptació al costat de Campanella, Gastón Gorali i Axel Kuschevatzky també productors del film. Va ser estrenada, a l'Argentina, el 18 de juliol de 2012. Va ser la primera pel·lícula d'animació que va obrir el Festival de Cinema de Sant Sebastià, el 20 de setembre del mateix any.
La pel·lícula és una coproducció hispanoargentina. Campanella produeix el film amb la seva empresa 100 Bares, en societat amb Catmandú i l'espanyola Atresmedia Cine. Els protagonistes de la història són figures de futbolí i, si bé està dirigida a un públic infantil, conté un llenguatge pensat per a tot el públic en general. En Metegol l'àudio ha estat gravat en castellà riuplatenc per a l'Argentina, peninsular per a Espanya i castellà neutre per a la resta d'Hispanoamèrica.
El 4 de setembre de 2015, la pel·lícula va ser transmesa per Cartoon Network en tota Llatinoamèrica amb doblatge en espanyol neutre en comptes d'alguna de les dues versions originals (de l'Argentina i Espanya). El fet que es transmetés a l'Argentina amb doblatge en comptes de la V.O. del mateix país li va valer crítiques del director a la cadena.

## Argument
La pel·lícula comença amb Amadeo contant-li al seu fill Matías una història cada nit abans d'anar-se a dormir, en la qual ha d'usar la seva imaginació (Matías es passa tot el dia jugant en la seva tablet, per la qual cosa a Amadeo el preocupa estar distanciant-se del seu fill): fa molts anys, quan eren nois, Amadeo, un noi tímid, treballava en un bar on va conèixer a Laura, de qui es va enamorar i li va mostrar el seu futbolí. Amadeo havia modificat als ninots de l'equip ratllat del futbolí, donant-li a cadascun una aparença distintiva, no obstant això, va deixar als ninots llisos sense canvis. En aquest moment, arriba un noi que es creia el millor jugador de futbol i va desafiar Amadeo a un partit de futbolí davant de Laura. Encara que al principi el guanya, Amadeo surt victoriós, i tota la gent del bar l'aclama. El noi és rebutjat pel bar i el cantiner "Doble eje" el treu del lloc, al que el noi crida pel molt que odia al poble i el molt que desitja guanyar sempre. Fora del bar, el nen coneix al Mànager (Coco Sily), qui li ofereix convertir-lo en un crack.
Anys més tard, després que Laura (Lucía Maciel) li anuncia a Amadeo (David Masajnik) que s'anirà a Europa a estudiar, el noi derrotat torna com el “Grosso”, disposat a venjar-se. Ara que és un futbolista famós, anuncia que ha comprat la ciutat sencera i hi construirà gegantesc estadi de futbol, encara que està més interessat a posseir el futbolí amb el qual el van vèncer i destruir el bar on va ser derrotat, a més de segrestar a Laura per a conquistar-la. Del bar demolit Amadeo només aconsegueix rescatar al capità dels jugadors ratllats del futbolí, Capi, acabant la resta a l'abocador. Una de les llàgrimes d'Amadeo cauen sobre Capi (Pablo Rago), concedint-li vida, que després el convenç d'anar a rescatar a la resta dels jugadors per a salvar a Laura.
Amadeo i Capi troben a les escombraries a dos dels ratllats, Loco i Beto, i més tard a Liso, capità de l'equip dels llisos. A la resta dels jugadors se'ls emporta una camioneta a una fira que Amadeo i els seus amics troben gràcies al deixant que deixa el pèl de Beto en l'asfalt, quan va intentar pujar-se. A la fira, Amadeo rescata a cinc dels ratllats i el Capi rescata a altres dos, els germans Malparitti, mentre que la resta dels llisos i Pulpo, arquer dels ratllats, són segrestats pel Mànager i portats a la mansió del Grosso, qui reté a Laura i intenta que aquesta s'enamori d'ell. No obstant això, Amadeo i els jugadors que l'acompanyen aconsegueixen reemplaçar al xofer de la limusina del Mànager, per la qual cosa arriben a la mansió del Grosso.
El Grosso, mentrestant, tracta de seduir Laura exhibint la seva mansió i tot el que hi ha en ella. El "tour" per la residència del Grosso culmina en un laboratori, on el futbolista guarda diversos animals transgenètics que científics van desenvolupar per a "millorar" la indústria del futbol. Quan Amadeo i els jugadors rescatats aconsegueixen entrar al laboratori del Grosso, on aquest intenta fondre als jugadors que ja té, Amadeo el deté i escapa amb Laura, mentre són rescatats els últims jugadors, explotant el laboratori com a resultat. Més tard, Amadeo desafia al Grosso a la revenja del partit de futbolí que van tenir quan eren nois. El Grosso, en canvi, el repta a portar la revenja a un partit de futbol, sobre la qual cosa Laura redobla l'aposta, exigint que els retorni el poble si Amadeo li guanya.
Amadeo i Laura comencen a reclutar homes per a armar-se un equip, reunint els ancians Armando i Eusebio, al Capellà del poble, el Laucha (un lladre bastant ras), Carmiño, Emo, el Subcomissari Pisano (perquè és atlètic i ha de custodiar al Laucha), Doble Eje (el cantiner del bar destruït), El Roña i, mancant més homes al poble, a la senyora Hormona Domínguez. Encara que durant els primers minuts del partit "Els Absoluts", l'equip del Grosso, fiquen dos gols, el Mànager es comunica amb el Grosso i els demana que "ballin una estona" perquè es veu la superioritat del seu equip i el partit perd emoció.
Veient l'enorme desavantatge que té l'equip d'Amadeo, Capi i la resta dels jugadors del futbolí intervenen directament en el partit, fent que alguns "Absoluts" s'accidentin i aconsegueixen que Amadeo anoti un gol. En el procés descobreixen que ja no volen viure més dins del futbolí. Amadeo descobreix el parany, i convenç a Capi que recuperaran el poble ells mateixos. Sense l'ajuda de Capi, l'equip d'Amadeo empata el partit i durant una oportunitat de gol per Amadeo, el Grosso li dona una puntada a la cama, i cau adolorit al pis. Malgrat l'esforç d'Amadeo, el Grosso fica un tercer gol, guanyant el partit. Encara que ell festeja la seva victòria, les tribunes aplaudeixen a l'equip d'Amadeo, que es va esforçar per a intentar conservar el seu poble i rebutgen al Grosso pel seu egocentrisme, que genera l'antipatia dels seus companys d'equip i del seu Mànager, qui renúncia. Els habitants se'n van del poble amb Amadeo i el seu equip, que funden un altre poble en la rodalia. Temps després, Amadeo i Laura es casen i tenen un fill.
Acabant la història, a Matías li entusiasma saber que els jugadors del futbolí estan vius, però Amadeo li diu que només els podrà veure si creu. Més tard aquesta mateixa nit, Matías escolta als jugadors de futbolí discutir, i baixa a veure'ls. El seu pare li diu que guanyen els llisos, però que es pot donar volta en qualsevol moment, perquè "així és el futbol: pot passar qualsevol cosa".

## Reparteixo/Veus

### En castellà riuplatenc/llatí
- David Masajnik com Amadeo.
- Fabián Gianola com El Beto.
- Miguel Ángel Rodríguez com Capitán Liso.
- Horacio Fontova com Loco.
- Pablo Rago com Capi.
- Lucía Maciel com Laura.
- Diego Ramos com Grosso.
- Coco Sily com Mánager.
- Natalia Rosminati com Maty.
- Ernesto Claudio com Cura.
- Lucila Gómez com Carmiño.
- Mariana Otero com Jove Grosso.
- Diego Mesaglio com Central Liso.
- Axel Kuschevatzky com Intendent.
- Juan José Campanella com Armando/Eusebio/Lechuga/Clark.
- Marcos Mundstock com Evaristo.
- Sebastián Mogordoy com el Pulpo.
- Roberto Kim com el Coreà Park-Lee.
- Igor Samoilov com Igor (El belarús).
- Gabriel Almirón com Malparitti II.
- Federico Cecere com el cordovès Melena.
- Luciana Falcón com Jove Amadeo.
- Alejandro Piar com Milton.
- Ezequiel Cipols com Malparitti I.
- Jorge Troiani com Aristides.
- Jorge Troiani com Tenuta.
- Diego Gatto com Pulpo Benítez (Arquero rayado).

### En castellà peningular
- Raúl Rojo com Amadeo.
- Salvador Aldeguer com Beto.
- Michelle Jenner com Laura.
- Claudio Serrano com Capi.
- Stephen Hughes com Liso.
- Arturo Valls com Grosso "El Crack".
- Miguel Ángel Jenner com Mánager.
- Horacio Fontova com Loco.
- José Luis Angulo com Jugador italià.
- Matías Prats com comentarista esportiu.
- Juan José Campanella com Armando.[4]

### En castellà llatinoamericà
- Alfonso Herrera com Amadeo.
- Fabián Gianola com El Beto.
- Nicolás Frías com El Beto (Tráiler).
- Idzi Dutkiewicz com Capitán Liso.
- Enrique Cervantes com Loco.
- José Antonio Macías com Capi.
- Irene Azuela com Laura.
- Ricardo Tejedo com Grosso.
- Humberto Vélez com Mánager.
- Iván Bastidas com Matías.
- César Izaguirre com Cura.
- Liliana Barba com Carmiño.
- José Antonio Toledano com Grosso (nen).
- Idzi Dutkiewicz com Central Liso.
- Jesse Conde com Armando.
- Blas García com Eusebio.
- Gabriel Pingarrón com Evaristo.
- Ernesto Lezama com El Pulpo.
- Igor Samoilov com Belarús.
- Octavio Rojas com Malparitti II.
- Gerardo García com Cordobés.
- Emilio Treviño com Amadeo (niño).
- Andrea Arruti com Laura (niña).
- Ricardo Bautista com Milton.
- Armando Coria com Malparitti I.
- Emilio Fernando Alonso com Aristides.
- Ricardo Bravo com Tenuta.
- Javier Olguín com Company de Grosso.
- Germán Fabregat com Policia.
- Fernando Calderón com nen amb el globus.

### En anglès
- Ariana Grande com Laura.
- Nicholas Hoult com Ace (Grosso).
- Bella Thorne com Laura Niña.
- Matthew Morrison com Jake (Amadeo).
- Eugenio Derbez com Rico (Beto).
- Shawn Mendes com Jake Nen (Amadeo Nen).
- Piers Stubbs com Ace Nen (Grosso Nen).
- Taran Killam com Captain Skips (Capi).
- John Leguizamo com Ziggy (Loco).
- Bobby Moynihan com Captain Rip (Capitán Liso).

## Producció
Futbolín va ser anunciada el 27 de novembre de 2009 i durant la seva realització van treballar més de 300 persones, entre elles animadors, dibuixants, editors, i tècnics. Quant a l'origen del projecte, Campanella va confessar que la majoria de les pel·lícules que més li havien agradat en els últims anys van ser d'animació, i que portava temps desitjant incursionar en el gènere. El cineasta va declarar a Variety que, per la part argentina, encapçalen el projecte Jempsa, 100 Bares i Catmandu Entertainment. També van participar productores de l'Índia i el Canadà.
No s'ha difós la tècnica d'animació que es va utilitzar, encara que el seu director va declarar en el seu moment que usa l'última tecnologia disponible, "sempre al servei d'una bona història i bons personatges, que en definitiva és l'única cosa que importa". També va agregar: "Estem buscant un estil visual que no hem vist encara en una pel·lícula animada. Estem posant molt esforç en això". A l'octubre de 2010, Campanella va confirmar que les veus dels personatges principals de la versió argentina les farien els actors Pablo Rago, Miguel Ángel Rodríguez, Fabián Gianola, Horaci Fontova i David Masajnik.
Sergio Pablos, productor executiu i creador de la història de Gru, el meu dolent preferit, va estar a càrrec de la supervisió d'animació i producció de la pel·lícula. Les empreses de tecnologia HP, Intel i Autodesk van fer costat al director en la realització del film d'animació en 3D. Es tracta de la primera pel·lícula feta a Llatinoamèrica sota els estàndards de qualitat utilitzats en els estudis cinematogràfics més importants del món. Les empreses van brindar el suport necessari perquè això es dugués a terme.
El tema original de la pel·lícula va ser compost i interpretat pel duo porto-riqueny Calle 13.

## Dates d'estrena
| Fechas de estreno (Fuente: IMDb) |                |      |                 |                |      |
| País                             | Data           | Any  | País            | Data           | Any  |
| Argentina                        | 18 de juliol   | 2013 | Uruguai         | 18 de juliol   | 2013 |
| Colòmbia                         | 8 de novembre  | 2013 | Mèxic           | 15 de novembre | 2013 |
| Brasil                           | 29 de novembre | 2013 | Espanya         | 20 de desembre | 2013 |
| Rússia                           | 2 de gener     | 2014 | Perú            | 23 de gener    | 2014 |
| Paraguai                         | 24 de gener    | 2014 | Polònia         | 31 de gener    | 2014 |
| Israel                           | 3 d'abril      | 2014 | Itàlia          | 29 de maig     | 2014 |
| Portugal                         | 29 de maig     | 2014 | Irlanda         | 8 d'agost      | 2014 |
| Regne Unit                       | 15 d'agost     | 2014 | R.P. de la Xina | 15 de setembre | 2014 |
| Filipines                        | 1 d'octubre    | 2014 | Hong Kong       | 1 de gener     | 2015 |
| Hongria                          | 12 de febrer   | 2015 | Alemanya        | 5 de març      | 2015 |
| Turquia                          | 15 de maig     | 2015 | Estats Units    | 14 d'agost     | 2015 |

## Recepció

### Crítica
Futbolí va ser ben rebuda per la majoria de la crítica argentina. En una recopilació de les crítiques del film en el lloc de ressenyes Todas Las Críticas, aquest va aconseguir un percentatge d'aprovació de 71%, d'un total de 61 crítiques.

### Taquilla
Argentina
En només quatre dies després de la seva estrena a l'Argentina el film va aconseguir un gran èxit en taquilla, sent vista per 418.000 persones durant aquest breu període. És el millor començament d'una pel·lícula argentina des que existeixen registres, entrant a la història del cinema nacional. Va obtenir la millor arrencada d'una pel·lícula argentina en vendre 418.445 localitats en els seus primers quatre dies en cartell. Va desplaçar a Bañeros todopoderosos, que havia obtingut 246.258 assistències a la setmana de la seva estrena. Darrere queden Un novio para mi mujer (243.897), Dos más dos (240.894) i l'anterior film de Campanella, El secreto de sus ojos (240.616). La marca va ser reportada per la consultora Ultracine. Actualment el rècord va ser superat novament per la pel·lícula nominada a l'Óscar Relatos salvajes amb 449.292 espectadors.
En el primer dia de la seva estrena a l'Argentina, Metegol va reunir a 102.867 espectadors. A més, l'últim cap de setmana es va imposar a la pel·lícula estatunidenca animada Gru 2, el meu dolent preferit, que va quedar segona (amb 335.400 assistències i una recaptació de 13.871.260 pesos). En la segona setmana, el film va seguir en el primer lloc de la taquilla, convocant a 1.080.000 persones en menys de dues setmanes.
El film va ser l'èxit de l'hivern. En la seva tercera setmana de cartell va continuar primera, amb 1.365.944 espectadors que van anar a veure-la. Superant així a l'estrena de Els Barrufets 2, que va quedar en segon lloc (184.579 persones).
Després de deu setmanes de projecció continua estant en el top ten, i aquesta mateixa setmana recuperant lideratge i sent vista per aproximadament 122.303 persones, quan la setmana anterior tan sols havia estat vista per menys de 23.893 persones. La pel·lícula, aquesta mateixa setmana, va poder passar la barrera dels 2.000.000 d'espectadors, sent la pel·lícula argentina més vista de l'any, i la primera a passar els dos milions, després de la reeixida pel·lícula guanyadora de l'Óscar, El secreto de sus ojos, estrenada 4 anys abans. La pel·lícula en total de deu setmanes va tallar 2.077.599 bitllets, un gran èxit.
No obstant això la pel·lícula no va aconseguir recaptar el doble del cost de producció per la qual cosa es va adjudicar que va ser un fracàs tant en taquilla com per al públic internacional.

## Premis i nominacions
Premis Goya
| Any  | Categoria                    | Resultat  |
| ---- | ---------------------------- | --------- |
| 2014 | Millor pel·lícula d'animació | Guanyador |

Premi Sur
| Any  | Categoria                 | Receptor                       | Resultat  |
| ---- | ------------------------- | ------------------------------ | --------- |
| 2013 | Millor pel·lícula         | Millor pel·lícula              | Nominada  |
| 2013 | Millor director           | Juan José Campanella           | Nominat   |
| 2013 | Millor guió adaptat       | Juan José Campanella           | Guanyador |
| 2013 | Millor fotografia         | Félix "Chango" Monti           | Guanyador |
| 2013 | Millor muntatge           | Juan José Campanella           | Nominat   |
| 2013 | Millor Direcció Artística | Nelson Luty i Mariano Epelbaum | Nominats  |
| 2013 | Millor Música Original    | Emilio Kauderer                | Guanyador |
| 2013 | Millor So                 | José Luis Díaz                 | Guanyador |

Premis Platino
| Any  | Categoria                    | Candidat         | Resultat  |
| ---- | ---------------------------- | ---------------- | --------- |
| 2014 | Millor Pel·lícula d'Animació |                  | Guanyador |
| 2014 | Millor Música Original       | Emilio Kaunderer | Guanyador |

## Transmissió
| Cadena       | Canal           | País           |
| ------------ | --------------- | -------------- |
| Turner       | Cartoon Network | Llatinoamèrica |
| Turner       | TBS             | Llatinoamèrica |
| Turner       | TNT             | Llatinoamèrica |
| Televisa     | 2 i 5           | Mèxic          |
| TCS          | Canal 6         | El Salvador    |
| Telefe       | Canal 11        | Argentina      |
| NBCUniversal | Telemundo       | Estats Units   |